# Kežmarská pahorkatina
Kežmarská pahorkatina  je geomorfologickou částí Popradské kotliny. Nachází se v její severovýchodní části, severně od města Kežmarok. 

## Vymezení
Území se nachází v severovýchodní části Podtatranské kotliny, na východním okraji podcelku Popradská kotlina. Zabírá mírně zvlněné území na levém (severozápadním) břehu řeky Poprad, přibližně od Velké Lomnice po Podolínec. Z významnějších sídel zde leží Kežmarok, Podolínec, Spišská Belá a Velká Lomnica. V rámci Popradské kotliny sousedí na severu a západě Lomnická a na jihu Vrbovská pahorkatina. Na východě vystupují Levočské vrchy a jejich část Ľubické předhůří a na severovýchodě navazuje Spišská Magura s částí Ružbašské předhůří.
Vysoce položená pahorkatina patří celá do úmoří Baltského moře a povodí řeky Poprad. Do ní odvádějí vodu všechny potoky, které z Tater a Spišské Magury protékají Kažmarskou pahorkatinou. Mezi nejvýznamnější patří Biela, Skalnatý potok a Kežmarská Biela voda.
Významným dopravním koridorem je zejména údolí řeky Poprad, kterým vede silnice I/66 (Rožňava - Kežmarok - Ždiar), od Spišské Belé silnice I/77 (Spišská Belá - Stará Ľubovňa). Ze silnic regionálního významu jsou důležité silnice II/540 (Velká Lomnica - Tatranská Lomnica ), silnice II/542 (Spišská Belá - Spišská Stará Ves) a okrajově i silnice II/536 z Kežmarku k obci Jánovce. Řeku kopíruje i regionální trať do Staré Ľubovne, na kterou se ve Velké Lomnici připojuje trať do Tatranské Lomnice.

## Ochrana území
Severozápadní okraj Kežmarské pahorkatiny zasahuje do ochranného pásma Tatranského národního parku. Z maloplošných, zvláště chráněných lokalit se zde nachází přírodní rezervace Kút a Slavkovský jarok. 

## Turismus
Severovýchodní část Popradské kotliny je mimo města Spišská Belá, Podolínec a Kežmarok s jejich historickými památkami, méně turisticky navštěvovanou oblastí. Značená turistická trasa spojuje pouze z Podolínec a Vyšné Ružbachy (zelená značka). Z Kežmarku vedou žlutě a modře značené trasy do Levočských vrchů.